# Dvärgprinia
Dvärgprinia (Prinia lepida) är en nyligen urskild fågelart i familjen cistikolor inom ordningen tättingar.

## Utseende och läte
Dvärgprinian är mycket lik nilprinian och fram tills nyligen behandlades de som en och samma art. De är båda mycket små fåglar, endast 10–13 cm långa, med lång och starkt avrundad stjärt och korta, rundade vingar. Ytligt sett påminner de om snårsångaren (Scotocerca inquieta) som den delvis delar utbredningsområde med. Priniorna har dock ett mindre otecknat huvud utan vare sig ögonstreck eller ögonbrynsstreck, dräkten gråare generellt och mer streckad på ryggen. Varje stjärtpenna på den avrundade stjärten har också en svartvit spets, vilket syns tydligt underifrån.
Lätena skiljer sig starkt från snårsångarens melodiska visslingar. Den lockar med explosiva "tlipp!" eller smattrande "srrrrrrrt". Sången är ett mycket monotont ihärdigt "srliip srliip srliip".
Jämfört med nilprinian är dvärgprinian än mindre med kortare näbb och ben men längre stjärt. De har mindre tydligt mörka fläckar på stjärtens undersida men kraftigare bandning på stjärtens ovansida. Ovansidan är generellt mörkare med bredare streck. På bröstsidorna syns också tydligare teckningar. Även sången skiljer sig där sången flyter samman till en serie, inte som hos nilprinian med klart åtskilda korta fraser.

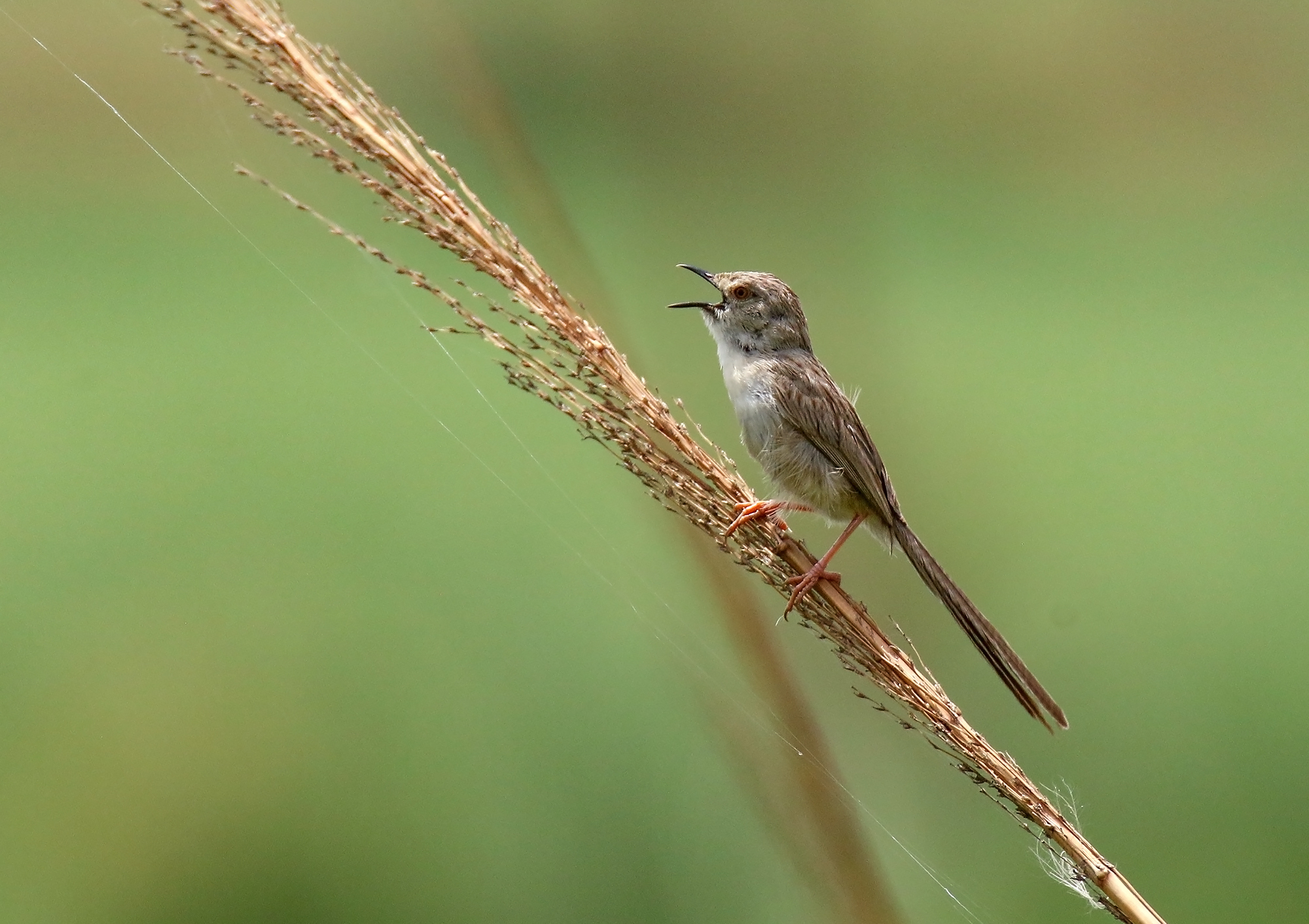

## Utbredning och systematik
Arten förekommer från södra Turkiet och norra Syrien österut till södra Asien, men hittas även i Förenade Arabemiraten och norra Oman på Arabiska halvön. Den delas in i fyra underarter med följande utbredning:
- Prinia lepida akyildizi – södra Turkiet och norra Syrien
- Prinia lepida carpenteri – norra Oman och Förenade Arabemiraten
- Prinia lepida lepida (inklusive irakensis) – östra Syrien och Irak till sydöstra Iran och norra Indien
- Prinia lepida stevensi – sydöstra Nepal, nordöstra Indien och Bangladesh

Tidigare behandlades dvärgprinia och nilprinia (P. gracilis) som en och samma art, streckad prinia eller streckig prinia (P. gracilis). De urskiljs dock som skilda arter sedan 2021 som egen art av tongivande International Ornithological Congress (IOC) och Clements m.fl. efter studier som visar på skillnader i genetik, storlek, fjäderdräkt och läten. Svenska BirdLife Sveriges taxonomikommitté fattade samma beslut 2022.
Situationen på östra Arabiska halvön, där båda arter förekommer i form av hufufae och carpenteri, är dock fortfarande inte helt utredd. Shirihai och Svensson (2018) synonymiserar carpenteri med hufufae, men enligt Alström m.fl. är carpenteri en del av dvärgprinian i både DNA, läten och utseende, medan hufufae ser ut som nilprinia.

### Familjetillhörighet
Cistikolorna behandlades tidigare som en del av den stora familjen sångare (Sylviidae). Genetiska studier har dock visat att sångarna inte är varandras närmaste släktingar. Istället är de en del av en klad som även omfattar timalior, lärkor, bulbyler, stjärtmesar och svalor. Idag delas därför Sylviidae upp i ett antal familjer, däribland Cisticolidae.

## Levnadssätt
Både dvärg- och nilprinia återfinns i buskar och gräs i både torra och fuktiga miljöer som diken, åkanter, jordbruksmark och intill byggnader så länge det finns tät undervegetation som vass, säv eller tamarisk. Den är livlig och orädd. Dvärgprinian har noterats generellt förekomma i fuktigare miljöer än nilprinian.
Dvärgprinian har noterats häcka februari–oktober i Pakistan och Indien, med topp april–maj i väst och i öst juli–augusti. I norra Oman har vissa noterats häcka året runt.

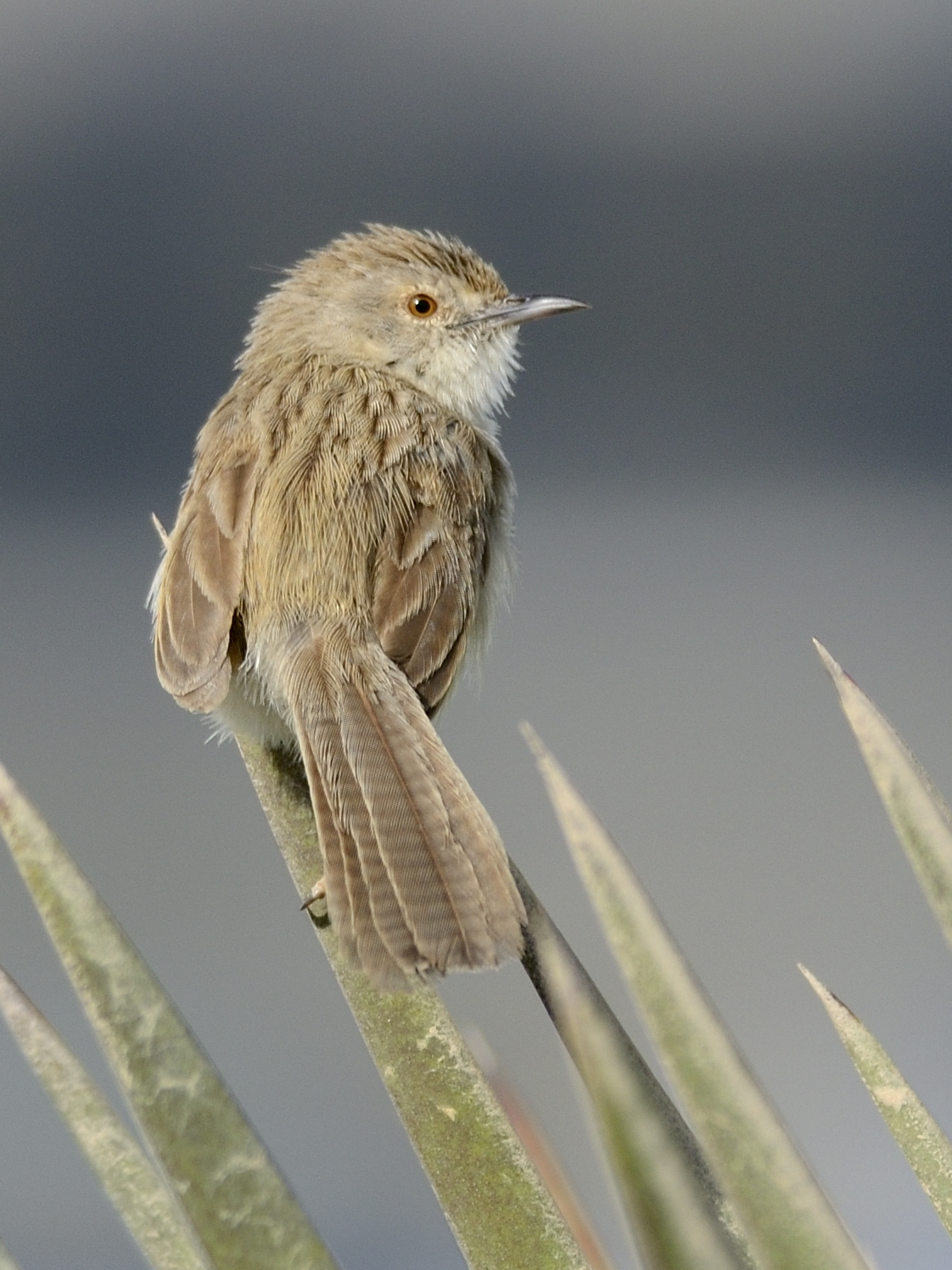
Dvärgprinia fotograferad i Förenade Arabemiraten.

Boet som mestadels byggs av hanen är ovalt med en sidoingång nära toppen. Det placeras strax ovanför marken i rätt högt gräs eller i ett träd. Den har noterats använda andra fåglars övergivna bon, bland annat grässångare och purpursolfågel. I Irak har den noterats lägga fyra till sex ägg som ruvas av båda könen.

## Status
IUCN erkänner den ännu inte som art, varför dess hotstatus formellt inte fastställts. I Turkiet minskade populationen med hela 80 % efter en ovanligt kraftig vinter 1991/92.

## Namn
Släktesnamnet tillika släktets trivialnamn Prinia kommer av javanesiska namnet "prinya" för bandvingad prinia (Prinia familiaris). Fågeln kallas även streckad prinia på svenska.